# Subnautica
Subnautica ist ein 2018 veröffentlichtes Survival-Spiel des US-amerikanischen Studios Unknown Worlds Entertainment. In dem Einzelspieler-Titel schlüpft der Spieler in die Rolle eines Raumschiff-Besatzungsmitgliedes, das auf einem weitestgehend von Wasser bedeckten Planeten abstürzt. Das Spiel wurde im Dezember 2014 im Rahmen eines Early-Access-Programms auf Steam veröffentlicht, 2016 folgte das Game Preview für die Xbox One. Die Vollversion erschien schließlich im Januar 2018 zunächst für PC. Am 4. Dezember 2018 folgte die gleichzeitige Veröffentlichung für PlayStation 4 und Xbox One.
Im August 2018 wurde mit Subnautica: Below Zero ein weiterer Titel angekündigt. Dieser startete Anfang 2019 ebenfalls in den Early Access bei Steam, im Mai 2021 erfolgte die Veröffentlichung der Vollversion. Der Early-Access-Start des zweiten Teils Subnautica 2 wurde für 2025 angekündigt, in diesem Jahr unter Begleitung von Entlassungen und Rechtsstreitigkeiten jedoch auf 2026 verschoben.

## Handlung
Im 22. Jahrhundert hat die Menschheit damit begonnen, den Weltraum mithilfe großer Raumschiffe zu erforschen und zu kolonisieren. Eines dieser Schiffe ist die „Aurora“, die in die Grenzregionen des bekannten Raums zum „Ariadne-Arm“ entsandt wurde, um dort ein Phasentor zu errichten und (ohne Wissen eines Großteils der Besatzung) nach einem verschollenen Schiff, der „Degasi“, zu suchen. Aufgrund eines Energie-Impulses unbekannten Ursprungs stürzt die Aurora am Zielort jedoch auf dem Wasserplaneten 4546B ab. Vor dem Aufprall können noch mehrere Besatzungsmitglieder in Rettungskapseln fliehen. Der Spieler übernimmt die Rolle eines dieser Mitglieder, welches sich allein in „Lifepod 5“ retten und damit Wassern kann.
Der Spieler wird nun im Wesentlichen mit zwei Aufgaben konfrontiert: am Leben bleiben und eine Möglichkeit finden, vom Planeten zu entkommen. Die Handlung wird dabei ohne aufwendige Inszenierung (etwa durch Zwischensequenzen) in Form von Notrufen, Textnachrichten auf PDAs und Environmental Storytelling erzählt. So soll der Spieler zwar in die ungefähre Richtung geführt werden, ohne dabei aber die spielerische Freiheit durch eine zu straffe Erzählung wesentlich einzuschränken. Dabei kommt man langsam dem Schicksal der anderen Aurora-Besatzungsmitglieder und der Degasi, dem Grund für den Absturz sowie der Vergangenheit des Planeten auf die Spur.

## Spielmechanik
Subnautica weist typische Grundelemente des Survival-Game-Genres auf: Der Spieler startet mit nur sehr wenig Ausrüstung und Ressourcen – Nahrung und Trinkwasser sind überlebenswichtig. Da der vom Spieler aus der First-Person-Perspektive erforschbare Teil des Planeten rund um die Absturzstelle aber fast ausschließlich von Salzwasser bedeckt ist, sind die lebensnotwendigen Ressourcen unter der Wasseroberfläche zu suchen. Dadurch wird auch der dem Charakter zur Verfügung stehende Sauerstoff ein allgegenwärtiges Problem.
Die nach Ressourcen und einer Fluchtmöglichkeit zu erkundende, offene Unterwasserwelt ist dabei in verschiedene Zonen (Biome) unterteilt. Diese unterscheiden sich nicht nur anhand ihres Aussehens, ihrer Flora und Fauna sowie dem Gefahrenpotential durch diese, sondern auch durch zu findende Ressourcen und die Tiefe des Meeresbodens (und damit auch dem Wasserdruck). Zusätzlich kann die Erkundung etwa durch schlechte Sichtverhältnisse, vulkanische Aktivitäten und Strahlung erschwert sein. Um in immer tiefere und gefährlichere Regionen des Ozeans vorzudringen, ist der Spieler daher auf besseres, anhand von zu findenden Bauplänen selbst zu erstellendes, Equipment angewiesen. Dies reicht von widerstandsfähigeren Taucheranzügen, Druckluftflaschen mit höherer Kapazität, einem Laserschneider zum Erkunden von Wrackteilen der Aurora bis hin zu einem Forschungs-U-Boot oder einem Exoskelett. Darüber hinaus besteht die Möglichkeit, eigene Unterwasser-Basen mit Hilfe von Einzel-Segmenten zu errichten. Diese bieten dem Spieler nicht nur die Möglichkeit etwa Materialien zu lagern, sondern auch Geräte wie z. B. Wasserfilter-Maschinen (für Trinkwasser), Bioreaktoren zur Stromerzeugung oder Upgrade-Stationen für Ausrüstung zu bauen. Die meisten dieser Segmente und Maschinen müssen aber zuvor ebenfalls durch gefundene Baupläne erst freigeschaltet werden.
Vor dem Start eines neuen Spiels bietet Subnautica vier Spielmodi bzw. Schwierigkeitsgrade an:
- Überleben – der „Standard“-Modus; Nahrung, Trinkwasser und Sauerstoff sind überlebenswichtig, der Spieler kann sterben
- Hardcore – gleiche Bedingungen wie in „Überleben“, allerdings mit Permadeath (stirbt der Spieler, endet das Spiel)
- Freies Spiel – Bedürfnis nach Nahrung und Trinkwasser sind deaktiviert, ansonsten dieselben Bedingungen wie in „Überleben“
- Kreativ – sämtliche Survival-Aspekte und die Story sind deaktiviert, zudem kann der Spieler nicht sterben

Das Entwicklerstudio legte nach eigenen Angaben großen Wert darauf, keine tödlichen Waffen ins Spiel einzubauen. So existieren, neben einem Tauchermesser (welches primär als Werkzeug dient), lediglich diverse Defensiv-Systeme wie etwa Torpedos, die vorübergehend die Gravitation verzerren, oder das Perimeter-Abwehrsystem, um eine Chance zu haben, direkte Konfrontationen etwa mit einem Leviathan heil zu überstehen. Diese Design-Entscheidung habe dabei auch reale Hintergründe gehabt: Die Entwicklung von Subnautica startete etwa zur selben Zeit, zu der auch der Amoklauf an der Sandy Hook Elementary School geschah. Dieser und ähnliche Vorfälle hätten Game Director Charlie Cleveland letztlich zum Verzicht auf direkte Gewalt bewogen. Zwar glaube er nicht an die Verbindung zwischen realer und virtueller Gewalt, trotzdem habe er in Subnautica aufzeigen wollen, dass Probleme auch auf kreative und gewaltlose Weise gelöst werden könnten.

## Entwicklung
Entwickler Unknown Worlds, bis zu diesem Zeitpunkt vor allem für die beiden Natural-Selection-Spiele bekannt, kündigte Subnautica am 15. Dezember 2013 mit einem Vorstellungsvideo an. Die Entwicklungsarbeiten liefen zu diesem Zeitpunkt bereits seit etwa einem Jahr. Anders als bei Natural Selection 2 entschied man sich als Technikgerüst nicht für die hauseigene Spark-Engine, sondern für die Lizenzierung der Unity-Engine.
Subnautica wurde erstmals am 16. Dezember 2014 im Early-Access-Programm der Digitaldistributionsplattform Steam für Windows-PCs zum Preis von 15 Euro veröffentlicht. Laut den damaligen Plänen des Studios sollte das Spiel „wahrscheinlich bis Ende 2015, eventuell auch länger“ im Early Access verbleiben. Es folgten im Juni 2015 eine Version für Mac OS X auf Steam und am 17. Mai 2016 die Game-Preview-Version für die Xbox One im Microsoft Store zum Preis von knapp 20 Euro.
Erst gut drei Jahre nach dem Early-Access-Start ging Subnautica schließlich am 23. Januar 2018 zunächst exklusiv auf Steam zum Preis von knapp 23 Euro in die Release-Version über. Am 4. Dezember 2018 folgte der Full Release für PlayStation 4 und Xbox One.
Subnautica wurde mit VR-Support entwickelt und kann am PC mit einer Oculus Rift oder HTC Vive gespielt werden. Die PlayStation-4-Version hingegen bot zum Release noch keine Unterstützung für PlayStation VR. Eine spätere Implementierung ist nach Entwicklerangaben unwahrscheinlich.

## Subnautica: Below Zero
Ende August 2018 wurde mit Subnautica: Below Zero die erste Fortsetzung angekündigt. Below Zero wurde zunächst Anfang 2019 ebenfalls als Early-Access-Version auf Steam, Epic Games und Discord veröffentlicht, im Mai 2021 folgte die Vollversion.
Die Handlung von Below Zero ist nach den Ereignissen des ersten Subnautica angesiedelt. Den Spieler verschlägt es dieses Mal auf einen anderen Teil des Planeten 4546B, auf dem jedoch Temperaturen deutlich unter Null herrschen. Somit kommt zu den bisherigen Survival-Elementen auch noch der Kampf gegen die Temperaturen. Darüber hinaus setzt Below Zero auf bereits bekannte Mechaniken seines Vorgängers und erweitert diese um neue Facetten.

## Rezeption
Die Release-Version für den PC von Subnautica erhielt praktisch ausschließlich gute bis sehr gute Kritiken und Wertungen von der Special-Interest-Presse. Auch die Early-Access-Phase wurde immer wieder als zwar recht lang, insgesamt aber „vorbildlich“ gelobt.

„Subnautica ist das erste Survival-Spiel, das mich wirklich begeistert, weil nicht nur die Idee, sondern auch die Ausführung großartig ist. Das Erkunden des prächtigen Ozeans, das Sammeln von Ressourcen und das Verbessern meines Equipments greifen wie perfekt geölte Zahnräder ineinander. Drumherum haben die Entwickler eine nette Geschichte gewoben. Die entwickelt sich zwar sehr gemächlich, lässt meine Neugier aber immer wieder aufflammen und verleiht dem offenen Spiel eine gewisse Struktur.“

„Das Finden von Antworten sowie das Erforschen neuer Areale spornt an. Besonders weil es in der fantastisch ausgearbeiteten Welt immer etwas Neues zu entdecken gibt. Zudem schaffte es das Spiel, dass ich mich in vielen Momenten wirklich wie ein hilfloser Taucher fühlte. Ich weiß noch wie erstarrt ich war, als ich auf meinen ersten Leviathan traf – der größten Gattung auf dem Planeten. Einfach unglaublich!“

„Als ich mich an Probleme wie die zu mühsame Trinkwasserbeschaffung, den hölzernen Editor oder den Grafikaufbau gewöhnt hatte, zog mich die Geschichte um den rätselhaften Absturz auf einem lebensfeindlichen Planeten immer stärker in ihren Bann. Manche Tauchgänge in die idyllisch leuchtende Alienwelt sind derart faszinierend, dass ich sogar vorm Monitor die Luft anhielt. Je weiter man sich in die abwechslungsreichen, immer bizarrer designten Untiefen vorwagt, desto tiefer geht man auch den Ursachen der Unfälle auf den Grund.“

Für teils negative Stimmung sorgte hingegen ein Vorfall kurz nach der Veröffentlichung. So entließ Entwickler Unknown Worlds den Sound Designer Simon Chylinski, da sich dieser via Twitter abfällig über Immigranten und die Möglichkeit eines weiblichen Spielcharakters in Subnautica geäußert habe. Laut Game Director Charlie Cleveland widersprächen diese Aussagen den Werten des Unternehmens, weshalb man sich zu diesem Schritt veranlasst sah. Dies führte teilweise auch zu einer Abwertung von Subnautica durch diverse Spieler auf der Distributionsplattform Steam mit der Begründung, dass das Studio die Meinungsfreiheit seiner Mitarbeiter einschränke.

### Auszeichnungen
- 2018: „PC Game of the Year“ bei den Golden Joystick Awards[20]
- 2018: „Fan Favorite Indie Game“ bei den Gamers’ Choice Awards